# Događajni obzor
Događajni obzor, horizont događaja ili obzor događaja je površina zamišljene kugle oko sfernosimetrične raspodjele mase iz koje ne može izaći nikakav oblik materije ili energije. Polumjer kugle je jednak Schwarzschildovom polumjeru. Predstavlja granicu crne jame. Odgovara valnom frontu svjetlosti kojoj upravo ne
uspijeva pobjeći prema beskonačnosti. Ipak, ostaje lebdeći pri Schwarzschildovom polumjeru: 
{\displaystyle r_{\mathrm {S} }={\frac {2GM}{c^{2}}}\approx M\cdot 1{,}485\cdot 10^{-27}{\frac {\mathrm {m} }{\mathrm {kg} }}},
pri čemu je:

G - Newtonova konstanta gravitacije,

M - masa zvijezde,

c - brzina svjetlosti.

## Svojstva
Horizont događaja razdvaja prostor na dva dijela između kojih je nemoguća komunikacija: prostor unutar i izvan horizonta događaja.
1. Gibanje u prostoru izvan horizonta događaja: Ako promatramo svemirski brod koje pada prema crnoj rupi, na njemu opažamo vremensku dilataciju uzrokovanu gravitacijskim zakrivljenjem prostora oko crne rupe. Drugim riječima, nama kao udaljenom promatraču se čini kao da vrijeme na svemirskom brodu sve sporije i sporije teče. Kada svemirski brod dođe do horizonta događaja, nama se čini kao da je na svemirskom brodu vrijeme stalo, tj. bilo koji konačni interval vremena na svemirskom brodu beskonačno traje za udaljenog promatrača.
2. Gibanje u prostoru unutar horizonta događaja: Bilo koje tijelo koje se nađe unutar horizonta događaja nužno prije ili kasnije završava u središnjoj singularnosti. To znači da je nemoguće izaći izvan horizonta događaja.

## Poveznice
- Crna rupa
- Schwarzschildov polumjer